# 고전적 조건형성

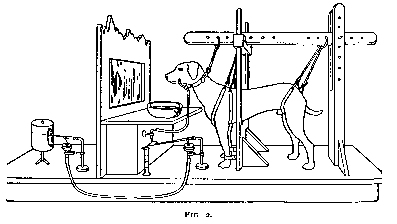
이반 파블로프의 조건형성 실험 구성

고전적 조건형성(古典的條件形成, 영어: classical conditioning, respondent conditioning, Pavlovian conditioning)은 행동주의 심리학의 이론으로, 특정 반응을 이끌어내지 못하던 자극(중성자극)이 그 반응을 무조건적으로 이끌어내는 자극(무조건자극)과 반복적으로 연합되면서 그 반응을 유발하게끔 하는 과정을 말한다. 
특정 자극에 대해 무의식적으로 반응하는 현상중에서, 그 자극과 이에 상응한 반응이 선천적으로 타고난 본능과는 관계가 없음에도 불구하고 학습을 통해 조건반사 반응이 새롭게 형성될 수 있다는 사실을 말해주고 있다.
러시아의 생리학자 이반 파블로프가 개를 이용한 실험을 통해 이를 처음으로 증명하였다. 그의 이런 연구는 마음이란 물질이 아니기에 과학적 연구대상이 될 수 없다고 본 19세기 후반의 학계의 지배적 사고를 바꾸어 놓았고, 심리학이 철학에서 분화되어 독립적인 학문적 체계를 구축하는데 일조하였으며 행동주의 심리학에도 영향을 주었다. 

## 개요

### 조건 형성과 반응
생체가 본래 가지고 있는 반응을 〈무조건 반응〉이라고 하고 무조건 반응을 일으키는 자극을 〈무조건 자극〉이라고 한다. 무조건 반응을 일으키지 않는 자극을 〈중성 자극〉이라고 하고, 중성 자극에 의해 일어나는 반응을 〈비상관 반응〉이라고 한다. 중성 자극 직후에 무조건 자극을 주는 것을 반복하면 중성 자극만으로 무조건 반응이 일어나게 된다. 이것을 《고전적 조건형성》이라고 한다.
고전적 조건형성에 따른 자극을 〈조건 자극〉이라고 하며, 고전적 조건형성에 따른 반응을 〈조건 반응〉이라고 한다. 예를 들어, 고전적 조건형성이 학습된 개에게 소리를 들려주는 것은 조건 자극이며, 이 소리에 반응하여 침을 분비하는 것은 조건 반응이다.

### 조건 형성 과정
이반 파블로프는 조건 형성이라는 과정을 통해 행동의 수정이 이루어질 수 있다고 보았다. 조건 형성이란 평소 특정한 반응을 이끌어내지 못했던 자극(중성자극)이 무조건적인 반응(무조건반응)을 이끌어내는 자극(무조건자극)과 연합하는 과정을 말한다. 조건 형성이 이루어지면 중성자극은 조건 자극이 되어 조건 반응을 이끌어낸다. 이 과정을 이반 파블로프의 조건 형성 실험을 예로 들어 설명하면 다음과 같다.
- 조건 형성 이전

1. 개는 음식을 보면 무조건 침을 흘린다.
2. 여기서 음식은 무조건자극(US)이 되고, 침을 흘리는 반응은 무조건반응(UR)이 된다.
3. 또한 종소리를 들려주면 개는 반응이 없다.
4. 여기서 종소리는 어떤 반응도 이끌어내지 못하는 중성자극(NS)이 된다.

- 조건 형성 과정

1. 개에게 음식을 줄 때마다(US) 반복적으로 종소리를 같이 들려준다(NS).
2. 이 과정을 무조건자극과 중성자극의 연합, 혹은 조건 형성이라고 표현한다.

- 조건 형성 이후

1. 조건 형성이 된 후에는 중성자극인 종소리(NS)만 들려주어도 침을 흘리게 된다.
2. 여기서 조건 형성이 된 후의 종소리는 조건자극(CS)이 되고, 조건 형성이 된 후에 침을 흘리는 반사는 조건반응(CR)이 된다.

이런 고전적 조건 형성이 일어나는 이유는 어떤 유기체가 조건자극(CS)을 제공받으면 곧이어 무조건자극(US)도 함께 제공받을 것이라고 믿기 때문이다. 즉, 조건자극을 무조건자극이 제공된다는 신호로 파악한다는 것이다. 고전적 조건 형성을 실험한 예는 위의 예 말고도 쉽게 찾아볼 수 있다. 흰쥐에게 공포를 느끼지 않던 아이가 흰쥐에게 다가가거나 만질 때마다 갑작스런 큰 소리를 들려주자 결국 아이는 흰 쥐를 무서워하게 되었다.
사람은 원래 갑작스러운 큰 소리에 놀라는 반응을 한다. 여기서 큰 소리는 무조건자극이 되고, 놀라는 반응은 무조건반응이 되는 것이다. 처음에는 무서움을 느끼지 않았던 흰쥐(중성자극)와 큰소리(무조건자극)를 지속적으로 연합하면 흰 쥐(조건자극)만 보아도 놀라는 반응(조건반응)을 하게 되는 것이다. 이 또한 고전적 조건 형성이라고 할 수 있다. 이 실험은 행동주의 심리학자 존 B 왓슨이 어린 알버트를 대상으로 진행한 실험내용이다.

### 이차적 조건 형성
조건자극은 본래 반응을 이끌어내지 못하는 중성자극이었다. 그러나 조건 형성이 이루어지고 나면 무조건자극과 같이 반응을 이끌어내게 된다. 이렇게 조건 형성이 된 자극은 다른 중성자극도 조건 형성을 할 수 있는 힘이 생기는데, 위의 이반 파블로프의 개 실험에서 조건 형성이 된 종소리와 함께 파란 불빛을 보여주면 파란 불빛만 봐도 침을 흘리게 되는 것이다
이런 현상을 이차적 조건 형성(Second-order Conditioning)이라고 하며 그 이상의 조건 형성을 삼차적 조건 형성, 사차적 조건 형성 등등 고차적 조건 형성(Higher-order Conditioning)이라고 한다. 그러나 현실적으로 삼차적 조건 형성 이상은 일어나기 힘들다. 이런 고차적 조건 형성에서는 조건자극들이 연달아 제공되고, 음식이 제공되지 않아 소거의 과정이 일어나기 때문이다.

## 소거와 자발적 회복

### 소거
소거(Extinction)는 조건 형성이 풀어져 조건자극이 다시 중성자극으로 돌아가는 것을 말한다. 만약 이반 파블로프의 개 실험에서 조건자극인 종소리만 들려주고 계속해서 음식을 제공하지 않는다면 개는 조건자극인 종소리를 듣고도 침을 흘리지 않게 된다는 것이다. 즉, 조건자극과 함께 무조건자극을 계속해서 제공하는 수반성을 제거한다면 조건반응은 잘 형성되지 않게 된다. 따라서 수반성은 일관성과 관계있다.
그러나 소거가 되었다고 해서 조건반응 자체가 소멸되었다는 것은 아니다. 만약 소거가 일어난 이반 파블로프의 개에게 종소리(조건자극)를 갑자기 제시하면 침(조건반응)을 흘린다. 이런 과정을 자발적 회복(Spontaneous Recovery)이라고 한다. 이 자발적 회복은 학습이 영속적이라는 것을 뒷받침하는 근거가 되기도 하는데, 우리가 배운 내용을 잊어버렸다고 해서 두뇌에서 아예 지워지는 것이 아니라 어떤 계기에 의해 문득 떠오르기도 하는 것에서 경험하는 것과 같다.
또한 소거가 일어난 이반 파블로프의 개에게 다시 함께 종소리와 음식을 제공한다면 종소리는 중성자극에서 다시 조건자극으로 회복되며 종소리(조건자극)와 음식(무조건자극)의 연결은 더욱 단단해지게 될수도 있다.
한편 수반성은  자극 제시의 시간간격과 횟수에서 일관성이 없는 경우에서도 약화될 수 있지만 여러 자극의 강도 차에서도 수반성을 약화시킬 수 있는 확률적 관계가 있는 것으로도 알려져있다.

### 자발적 회복
소거절차가 이루어진 후에도 음식물과 연합시키지 않은 채 다시 종소리만 반복적으로 개에게 들려주었을 때, 소거되었던 종소리에 침을 흘리는 반응이 재훈련 없이 다시 나타난다. 이를 조건반응의 자발적 회복(Spontaneous Recovery)이라 한다. 이때 반응의 강도는 전의 절반 정도밖에 되지 않으나, 자발적 회복은 학습이란 영원히 소멸되는 것이 아님을 시사해 주고 있다.

## 자극일반화와 변별
자극일반화(Stimulus Generalization)란, 조건자극과 유사한 다른 자극에 동일한 조건반응이 나타나는 것을 말한다. 바로 '자라 보고 놀란 가슴, 솥뚜껑 보고 놀란다'라는 우리 속담이 가지는 의미와 같다. 갈치구이를 먹다가 목에 가시가 걸린 적이 있는 아이가 식사 때마다 생선을 피하려는 모습을 예로 들 수 있다. 그러나 가시가 많지 않거나 씹어 먹으면 되는 생선통조림을 우연히 먹은 아이는 다시 생선을 먹을 수 있게 된다. 이런 현상을 변별(Discrimination)이라고 한다. 자극을 구분하여 반응하는 것이며, 따라서 자극일반화는 자극 변별에 실패한 상태라 할 수 있다.

## 미각혐오학습
이렇게 고전적 조건 형성은 보통 수차례 반복이 되어야 자극 간의 연합이 이루어진다. 그러나 가르시아 효과라는 것이 있는데, 쥐에게 먹이를 주고 어느 정도 후에 열을 가해 매스꺼움과 구토등을 유발시켰더니 그 후에도 그러한 종류의 먹이를 피한다는 것이다. 차례 반복을 통한 연합이 아니라 단 한 번의 강렬한 경험으로 바로 조건반응을 일으키게 되는 현상을 말한다.

## 같이 보기
- 조작적 조건화
- 관찰학습
- 행동주의
- 이반 파블로프
- 고전적 조건화의 행동적 연구
- 행동준비성
- 존 브로더스 왓슨